# Annika Hicks
Annika Hicks (* 26. Juni 1991) ist eine ehemalige kanadische Skilangläuferin.

## Werdegang
Hicks startete im Januar 2009 in Canmore erstmals im Nor-Am-Cup und belegte dabei den 29. Platz über 10 km Freistil. Bei den Nordischen Junioren-Skiweltmeisterschaften 2011 in Otepää errang sie den 56. Platz über 5 km Freistil, den 31. Platz im Skiathlon und den 11. Platz mit der Staffel. Im folgenden Jahr kam sie bei den U23-Weltmeisterschaften 2012 in Erzurum auf den 37. Platz über 10 km klassisch und auf den 33. Platz im Skiathlon. Nachdem sie zu Beginn der Saison 2012/13 in Vernon mit dem zweiten Platz im 10-km-Massenstartrennen ihre erste Podestplatzierung im Nor Am Cup erreicht hatte, debütierte sie in Canmore im Skilanglauf-Weltcup. Beim Klassikrennen über 10 km belegte sie den 54. Platz. Bei den U23-Weltmeisterschaften 2013 in Erzurum gelang ihr der 37. Platz über 10 km Freistil und der 32. Rang im Skiathlon. In der Saison 2015/16 erreichte sie im Nor Am Cup den neunten Platz in der Gesamtwertung. Dabei errang sie einmal den zweiten und einmal den dritten Platz. Die Ski Tour Canada 2016 beendete sie auf dem 47. Platz. Ihre einzigen Weltcuppunkte holte sie in der Saison 2016/17 beim Weltcup in Pyeongchang. Beim Skiathlon am 4. Februar 2017 belegte sie den 26. Platz und sammelte damit 5 Weltcuppunkte. In der Saison 2017/18 kam sie im Nor Am Cup viermal auf den dritten und zweimal auf den zweiten Platz. Im 10-km-Massenstartrennen in Red Deer holte sie einzigen ersten Sieg und erreichte zum Saisonende den dritten Platz in der Gesamtwertung.

## Siege bei Continental-Cup-Rennen
| Nr. | Datum           | Ort      | Disziplin            | Serie      |
| --- | --------------- | -------- | -------------------- | ---------- |
| 1.  | 20. Januar 2018 | Red Deer | 10 km klassisch Mst. | Nor-Am Cup |